# Tricholaema
Tricholaema és un gènere d'ocells de la família dels líbids (Lybiidae).

## Taxonomia
Antany tots els ocells coneguts com a barbuts eren inclosos dins la família Capitonidae. No obstant això, es considera que era un grup parafilètic i es va reservar aquesta família per als barbuts d'Amèrica. Els barbuts d'Àfrica (Tricholaema) es van classificar a la família Lybiidea i els d'Àsia als Megalaimidae. Els dos tucans-barbuts d'Amèrica (gènere Semnornis) es van incloure als Semnornithidae.
Segons la Classificació del Congrés Ornitològic Internacional (versió 14.2, 2024) aquest gènere està format per 6 espècies:
- barbut capnegre (Tricholaema melanocephala).
- barbut de les acàcies (Tricholaema leucomelas).
- barbut del miombo (Tricholaema frontata).
- barbut diademat (Tricholaema diademata).
- barbut hirsut (Tricholaema hirsuta).
- barbut llagrimós (Tricholaema lacrymosa).